# Trova rosarina
Trova Rosarina é o nome de um movimento musical que ocorreu no início dos anos 1980 na cidade argentina de Rosário paralelamente à redescoberta do rock argentino que começou a ocorrer nessa mesma época e principalmente após a proibição da divulgação de música em inglês que foi decretada após a Guerra das Malvinas, em 1982. Isso fez com que os principais músicos do movimento acabassem ocupando espaços de transmissão na mídia e em festivais relacionados ao rock nacional. Nesse final do período ditatorial de 1982-1983, vários dos seus expoentes passaram a ter enorme repercussão. Suas letras, sua estética e o fato de um movimento surgido no interior do país monopolizar o cenário nacional causaram grande impacto. Imediatamente depois, com a chegada da democracia e a ascensão da new wave e do pop rock argentinos , o movimento conviveu com muitos outros, e seus artistas se abriram em busca de carreira própria.
Musicalmente, a Trova Rosarina caracterizou-se por ser uma fusão de vários gêneros musicais, o que fez com que o gênero tivesse canções mais próximas do rock, outras do folclore argentino, do tango, dos ritmos rioplatenses, das canções de protesto, da música cidadã ou do pop melódico. O que seus artistas tinham em comum era que eram originários de Rosário e buscavam expressar uma mensagem comum de desacordo com o regime militar.
A Trova Rosarina surgiu em meio a um clima de descontentamento com o regime da última ditadura civil-militar argentina e em que os artistas procuravam se diferenciar do estilo musical da década anterior. No caso da Trova Rosarina, eles se diferenciaram por usar letras que falavam abertamente sobre a situação da era ditatorial, em vez de permanecerem calados como havia acontecido no jazz rock e no rock progressivo de a era anterior.
Entre os trovadores rosários estão nomes que seriam figuras marcantes da música argentina: Juan Carlos Baglietto, Silvina Garré, Fito Páez, Jorge Fandermole, Adrián Abonizio, Lalo de los Santos e Rubén Goldín.

## Antecedentes
No final dos anos 70, a cena musical argentina (especialmente o rock) era de enorme riqueza e criatividade, mas, devido ao isolamento cultural produzido pelo governo militar e pela censura, os novos gêneros que naquela mesma época iam abrindo caminho na Europa e nos Estados Unidos. Punk, pós-punk, new wave, no wave, pub rock, heavy metal, eram praticamente inexistentes na Argentina, onde as principais bandas continuaram a se atribuir a gêneros da primeira metade da década, como jazz rock e rock progressivo. . A maioria dessas bandas, em geral, não fazia letras que criticassem abertamente o Processo. A partir de 1982, o enfraquecimento de uma ditadura derrotada militarmente na Guerra das Malvinas e devastada economicamente pela crise fez com que os artistas se tornassem cada vez mais encorajados a enfrentá-la e passassem a buscar formas de expressar seu desacordo com o regime militar, isso ocorreu em vários gêneros simultaneamente naquela época: no heavy metal foi com Riff, no punk foi com Los Violadores, e na música divertida foi com Virus.
Na cena rosária, alguns artistas da futura trova Rosario já haviam tocado juntos na década anterior: El Banquete reuniu Rubén Goldín, Adrián Abonizio e um Fito Páez que tinha apenas 14 anos em 1977, e Irreal reuniu Abonizio e Juan Carlos Baglietto entre 1975 e 1979. Irreal se separou devido a ataques de comandos parapoliciais que perseguiam a banda por pertencer a uma organização de músicos independentes de Rosário. Mas antes a banda havia dado um recital em Buenos Aires que na época era bastante estéril, mas que a longo prazo seria crucial pelo que resultaria dessa experiência.

## Nascimento do Movimento
Pode-se dizer que a Trova Rosarina nasceu em 1980,3 quando Baglietto e os demais artistas rosários que viriam a formar a movida, começaram a convergir nos mesmos locais do circuito artístico rosário, entre eles o Teatro Lavardén e o Café de La Flor, propriedade de Quique Pesoa, ambos fundamentais naqueles primeiros anos de formação de Rosario trova. Porém, cabe ressaltar que a princípio o movimento não tinha nome, não se autodenominavam trova rosarina.
Os músicos também não vinham do mesmo gênero musical, alguns como Fito Páez tinham uma formação mais rock, outros, como Fandermole, eram de raízes folclóricas, Goldín praticava jazz, Abonizio era o mais próximo do tango. Mas encontraram nos espaços artísticos de Rosário um espaço comum, a partir do qual expressaram a sua mensagem comum: compromisso social e crítica a um regime opressor.
A partir de 1981, os acontecimentos que acabariam por levar ao surgimento de Rosario trova começaram a tomar forma: Baglietto estava no Café de La Flor, onde Facundo Cabral se iria apresentar. Ao lado de Cabral estava seu representante, Julio Avegliano, que já havia visto Baglietto com a banda Irreal há algum tempo naquele citado show na capital e ficou impressionado. Algum tempo depois, Avegliano convidou Baglietto para ser o representante de Rosário em um festival no Estadio Obras Sanitarias organizado pela Revista Humor. Esse festival foi realizado como uma zombaria da chegada de Frank Sinatra ao país: por exemplo, o O ingresso para o recital do americano custou 1.000 dólares, o da revista Humor apenas 1 dólar. O próprio Fito Páez, anos depois, riria do ridículo da ideia: “Este deve ser o único lugar no mundo onde se organiza alguma coisa. contra Sinatra. Delírios da época".
Baglietto concordou, mas pediu que os nomes dos companheiros do Rosário também fossem divulgados para divulgar o recital. Este episódio mostra o quão unidos eram os membros da trova Rosario: não era apenas o fato de detalhes como o fato de Juan Carlos Baglietto e Silvina Garré estarem namorando, mas que eles realmente se moviam como um grupo onde todos se ajudavam. Além disso, este episódio expõe Baglietto como um líder solidário e grato aos seus companheiros, que quando começou a despontar como líder do movimento e seu nome começou a soar forte para ser convocado para recitais, não esqueceu seu companheiros, mas antes ofereceu-lhes uma mensagem de corda para que subissem com ele no cenário musical.
Esse recital foi no dia 7 de agosto de 1981 e os Rosarinos foram bem recebidos pelo público portenho.
Nessa época Baglietto gravou seu álbum Difficult Times, que só seria lançado no ano seguinte.
Em fevereiro de 1982 aconteceria o Festival La Falda em Córdoba, com atuação de Baglietto e particular consternação do público quando estreou a canção "Mirta, de Volver". A boa recepção nos recitais da revista Humor e dos festivais La Falda seria um prefácio à eclosão do fenómeno.

## Auge
Em 1982, e vendo como aumentava o prestígio no círculo de Baglietto e seus colegas rosários, o deputado Avigliano conseguiu-lhes um recital no Estadio Obras Sanitarias de Buenos Aires para maio daquele ano.
Entretanto, a Guerra das Malvinas começou em Abril, o que fez com que o regime militar estabelecesse a censura da música em inglês. Mas agora a grelha de programação da rádio ficou vazia e o regime abriu as portas aos artistas locais, para que pudessem preencher o espaço da rádio.
Simultaneamente, houve o lançamento do álbum de Juan Carlos Baglietto, Tiempos difíciles, que já havia sido gravado por volta de agosto do ano anterior. O momento foi perfeito.
Em 14 de maio de 1982, Baglietto e sua banda formada por Fito Páez, Silvina Garré, Jorge Fandermole, Adrián Abonizio, Rubén Goldín e Lalo de los Santos apresentaram Tiempos difíciles no Estadio Obras Sanitarias. O recital foi um sucesso total em uma cena portenha que estava morrendo e em busca de novas sonoridades, e marcaria a decolagem não só de Baglietto, mas de todo o movimento de artistas rosarinos.
Um jornalista de Buenos Aires inventou então o termo Trova Rosarina para se referir à nova geração de músicos de Rosário que monopolizavam a cena portenha.
O fenômeno da Trova Rosarina explodiu em todo o país, as pessoas ficaram fascinadas porque pela primeira vez alguns músicos falavam abertamente em suas letras contra a ditadura e a violência. Em um país fortemente centralizado na capital, as pessoas ficaram chocadas porque um movimento musical nascido no interior do país conquistou a cena portenha, e o movimento foi apoiado especialmente pela população do interior. Também causou impacto ver um artista com estética hippie da década de 1990 no mainstream nacional. '60, assim como Baglietto, com barba espessa e cabelos longos, pois até então a ditadura ainda considerava uma contravenção usar cabelos longos, então a estética desgrenhada de Baglietto estava limitada até então a ambientes marginais. A canção "Mirta, de Volver", um dos primeiros grandes sucessos da trova, apontou justamente esta situação ao dar voz a um ex-presidiário que recuperou a liberdade após a passagem do regime democrático para a Ditadura: "Já não há mesmo um único cabelo comprido, todos parecem soldados", disse ele.
Baglietto foi a ponta de lança de todos os músicos que o seguiram por trás, ele deu voz a três canções compostas por seus companheiros e que fizeram particularmente sucesso na época das Malvinas: "Era en abril" (de Jorge Fandermole), "Mirta, de regreso" (de Adrián Abonizio) e "La vida es una moneda" (de Fito Páez)..
Em maio de 1983, foi realizado o festival Rosariazo Rock, onde participaram artistas do movimento e foi gravado um álbum duplo ao vivo.

## "Nuevos Aires" - A New Wave Argentina
Sons modernos do exterior começaram a chegar com as visitas à Argentina do The Police em 1980 e do Queen em 1981, a população começou a buscar um estilo musical moderno e enérgico em sintonia com a descoberta da new wave estrangeira.
A chegada da democracia à Argentina em dezembro de 1983 em meio a um clima social festivo e alegre marcou o avanço da new wave e do pop rock argentino, que com seus ritmos energéticos e estilo casual promoveria bandas que ocupariam o centro das atenções da Argentina. cena musical e, eventualmente, de toda a América Latina.
A Trova Rosarina como movimento perdia força e seus artistas desenvolviam suas próprias carreiras solo. Mas o seu legado, sendo um dos movimentos que serviram de transição entre o som do rock argentino dos anos 70 e aquele que conquistaria o continente nos anos 80, já estava cumprido.

## Músicos integrantes
| - Juan Carlos Baglietto - Silvina Garré - Fito Páez - Jorge Fandermole - Adrián Abonizio - Jose Luis "Zapo" Aguilera - Rubén Goldín | - Lalo de los Santos - Fabián Gallardo - Ethel Koffman - Claudio Cardone - Héctor De Benedictis - Sergio Sainz | - Marco Pusineri - ugo García - Daniel Wirzt - Manuel Wirzt - Charly Bustos - Horacio Vargas |